# Франс Гогенбірк
Франс Гогенбірк (нід. Frans Hogenbirk, 18 березня 1918, Гронінген — 13 вересня 1998, Гарен) — нідерландський футболіст, що грав на позиції півзахисника за клуб «Бі Квік 1887». По завершенні ігрової кар'єри — тренер.

## Клубна кар'єра
У футболі відомий виступами у команді «Бі Квік 1887», кольори якої і захищав протягом усієї своєї кар'єри гравця, яка тривала п'ятнадцять років з 1934 по 1949, зробивши перерву на Другу світову війну. Після війни зіграв першу гру в сезоні 1945-1946, в якій отримав травму коліна. У наступних двух сезонах він грав дуже мало, саме через наслідки травми коліна. Після цього його кар'єра в футболі була закінчена.

## Виступи за збірну
Був присутній в заявці збірної на чемпіонаті світу 1938 року у Франції, але на поле не виходив, на відміну від свого товариша по клубу Генка Плентера.

## Кар'єра тренера
Розпочав тренерську кар'єру, повернувшись до футболу після тривалої перерви, 1952 року, очоливши тренерський штаб клубу «Бі Квік 1887».
Останнім місцем тренерської роботи був клуб «Бі Квік 1887», головним тренером команди якого Франс Гогенбірк був з 1955 по 1957 рік.
Помер 13 вересня 1998 року на 81-му році життя у місті Гарен.